# Lac de Madine

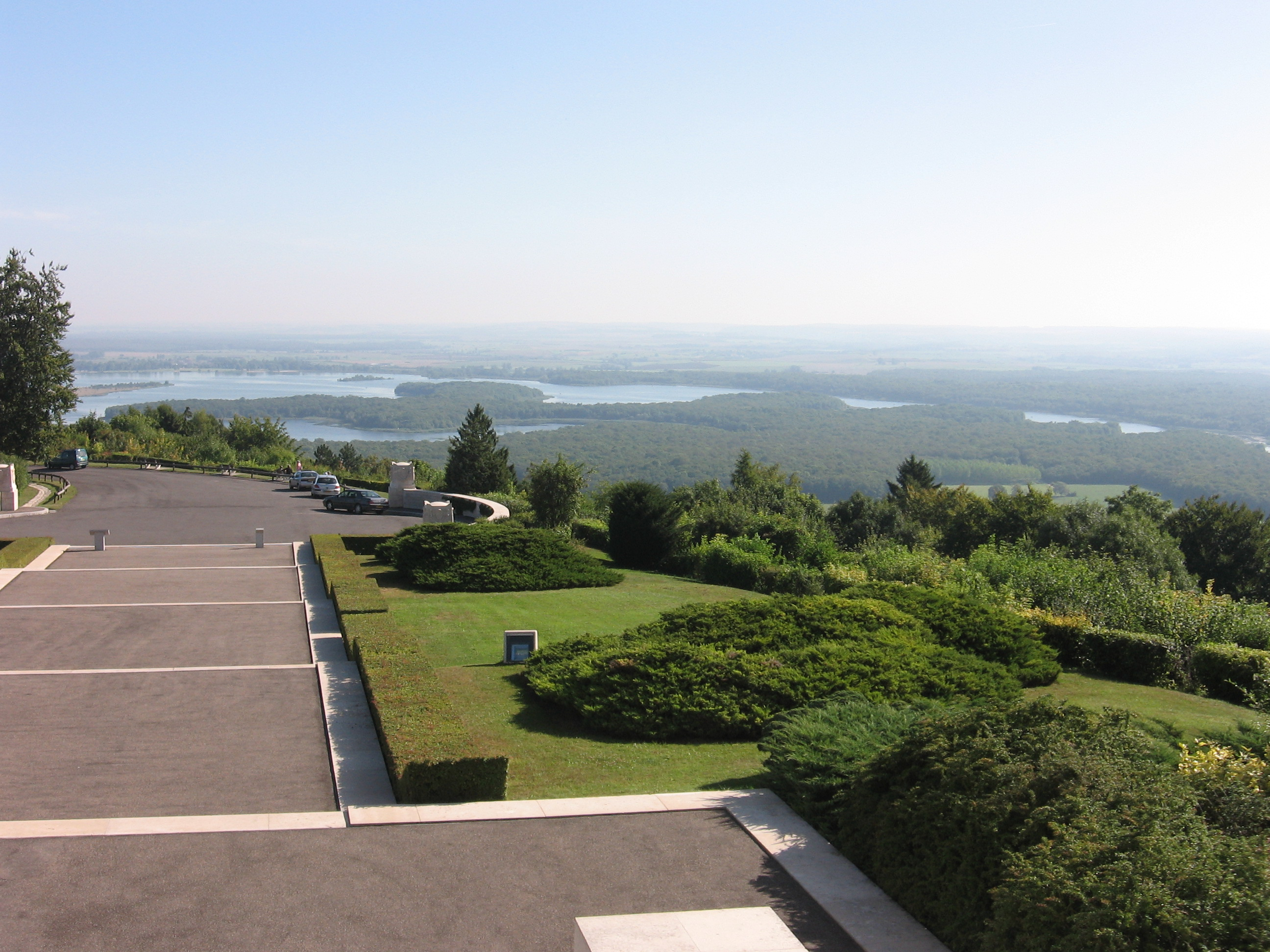
Zicht op het meer vanaf Butte de Montsec (377 m)

Lac de Madine is een meer in het Franse departement Meuse en voor een minder groot deel in departement Meurthe-et-Moselle, in een gebied dat bekendstaat onder de naam Woëvre. Het meer maakt deel uit van de loop van de Madine. De oppervlakte van het kunstmatig gecreëerde meer bedraagt 11 km² en ligt op ongeveer 240 m hoogte. Er zijn twee eilandjes.
Lac de Madine maakt deel uit van Parc naturel régional de Lorraine. Het water dient als drinkwaterreservoir voor de steden Metz en Nancy, en is een beschermd gebied. Het meer is op twee plaatsen bereikbaar voor het publiek: Nonsard-Lamarche en Heudicourt-sous-les-Côtes. Er zijn geen motorboten op het water toegestaan; verder is zwemmen beperkt tot de genoemde plaatsen.

## Aangrenzende gemeenten
Meuse (westelijk deel van het meer)Buxières-sous-les-Côtes, Heudicourt-sous-les-Côtes, Lahayville, Montsec, Nonsard-Lamarche en Richecourt.
Meurthe-et-Moselle (oostelijk deel van het meer)Essey-et-Maizerais, Pannes en Saint-Baussant.

## Sport
Lac de Madine was twee keer etappeplaats in de wielerkoers Ronde van Frankrijk. De Spanjaard Miguel Indurain (1993) won er de individuele tijdrit en de Fransman Cyril Saugrain (1996) wonnen er een rit-in-lijn. In 1993 werd de Grote Landenprijs er verreden, die dat jaar als de finale van de wereldbeker wielrennen gold, met de Fransman Armand de Las Cuevas als winnaar. Ook de edities van 1994-1998 werden er verreden.